# Zenshu (аніме)
Zenshu (яп. 全修。, дослівно: усе переробити) — японський аніме-серіал, створений студією MAPPA. Режисером виступає Міцуе Ямазакі, сценарій написала Кіміко Уено, а допоміжним режисером є Суміє Норо. Музику до серіалу написала Юкарі Хашімото. Оригінальні дизайни персонажів створив Йошітеру Цудзіно, а Кайоко Ішікава адаптувала їх для анімації. Серіал вперше вийшов 5 січня 2025 року на каналі TV Tokyo та його філіях. Відкриваючою темою є пісня «Zen», виконана Band-Maid, а завершальною темою — «Tada, Kimi no Mama de» (ただ、君のままで), виконана Sou. Серіал транслюється на платформі Crunchyroll.

## Сюжет
Сюжет серіалу зосереджується на Нацуко Хіросе, аніматорці яка швидко досягла посади режисера. Її дебютний телесеріал став соціальним феноменом, зробивши її знаменитою. Працюючи над своїм новим оригінальним проектом, вона стикається з труднощами у створенні розкадровки. Під час обідньої перерви Нацуко читає новину про те, що інший аніматор нещодавно помер від харчового отруєння і через мить сама зазнає схожої долі.
Однак вона прокидається у світі «Оповіді про загибель» — аніме її дитинства, яке надихнуло її стати аніматоркою. Розчарована переживанням безнадійності сюжету аніме в реальному житті, вона згодом виявляє, що має здатність перезнімати сцени, змінюючи сюжет, щоб вижити у жорстокому світі свого дитячого аніме.

## Персонажі
Нацуко Хіросе (яп. 広瀬ナツ子, Hirose Natsuko)
Сейю: Анна Наґасе (оригінал), Мадлен Морріс (англійський дубляж)
Аніматорка, яка отримала харчове отруєння і прокинулася у світі, заснованому на її улюбленому дитячому аніме «Оповідь про загибель». Вона виявляє, що її інструмент аніматора потрапив разом із нею у цей світ і набув власної волі, хоча його голос чує лише вона. За допомогою інструмента Нацуко може викликати магічний робочий стіл і швидко малювати те, що тимчасово оживає, або змінювати оточення. Вона також має контроль над своїми створіннями. Проте її здібності мають обмеження: вони працюють лише у критичних ситуаціях, вона не може намалювати одну й ту саму річ двічі, є вразливою під час малювання і втрачає свідомість на три дні після використання своїх сил. Її довге волосся часто закриває обличчя, через що Дев'ять воїнів спочатку вважали її гремліном. Згодом Нацуко приєднується до Дев'яти воїнів і стає хорошою подругою Дестіні.
Люк Брейвхарт (яп. ルーク・ブレイブハート, Rūku Bureibuhāto)
Сейю: Казукі Ура (оригінал), Раян Негрон (англійський дубляж)
Головний герой «Оповіді про загибель» і лідер Дев'яти воїнів. Спершу він погано ставиться до Нацуко, прийнявши її за гремліна, але змінює свою думку, побачивши її неймовірні здібності та зрозумівши, що вона людина. Незважаючи на це, Люк продовжує залишатися грубим і зарозумілим у спілкуванні з Нацуко. Вона, розуміючи його характер, не дозволяє йому маніпулювати собою, через що він навіть ображає Меммельна, вигадуючи привід, щоб не приймати Нацуко до їхньої групи. Можливо, Люк таємно відчуває симпатію до Нацуко після того, як побачив її обличчя. Також він має почуття до Дестіні.
Юніо (яп. ユニオ, Yunio)
Сейю: Ріе Куґімія (оригінал), Люсі Крістіан (англійський дубляж)
Маленька істота, схожа на єдинорога і член Дев'яти воїнів. Він здатний трансформуватися у летючого єдинорога. Як і Люк, спочатку Юніо ставиться до Нацуко як до ізгоя, доки не дізнається про її справжню природу. За оригінальним сюжетом, Юніо мав загинути першим, пожертвувавши собою, щоб знищити армію Порожнечі, але його врятувала Нацуко, створивши монстра, який знищив ворогів замість нього. Попри це, він усе ще не ладнає з Нацуко, яка часто розмахує ним і кидає його, коли злиться..
Меммельн (яп. メメルン, Memerun)
Сейю: Мінорі Сузукі (оригінал), Алексіс Тіптон (англійський дубляж)
Ельфійка і член Дев'яти Воїнів. Володіє навичками стрільби з лука зі магічними можливостями. Коли Люк намагається виправдати відмову прийняти Нацуко до групи, посилаючись на питання, пов'язані з жінками, Меммельн холодно відповідає йому, адже вона теж є жінкою. Вона та К'юДжей — єдині члени групи, які не мають особистих конфліктів із Нацуко. Однак Меммельн щось приховує від групи, хоча Нацуко це помічає. Згодом з'ясовується, що Меммельн належить до культу, який прагне пробудити Абсолютну Порожнечу, щоб покласти край їхньому безсмертю. За початковим сюжетом її мав убити Люк після того, як вона перетворилася на Абсолютну Порожнечу. Але це змінилося, коли Меммельн передумала, а Нацуко створила персонажа на ім'я Сер Екзистер, який танцює з Меммельн і змушує її відмовитися від бажання покінчити з вічним життям.
К'юДжей (QJ)
Сейю: Акіо Суяма (оригінал), Дерік Сноу (англійський дубляж)
Летючий робот і член Дев'яти Воїнів. Він здатний аналізувати ситуації, надавати поради та стріляти лазерами по ворогах. К'юДжей та Меммельн — єдині члени групи, які не мають особистих конфліктів із Нацуко.
Джастіс
Сейю: Ромі Парк
Дестіні Хартвормінг
Сейю: Манака Івамі
Дочка мера та кохана Люка, яка носить відвертий одяг. Спочатку вона була заручена з багатим головою компанії, щоб отримати кошти на створення притулку для сиріт. Після того, як Нацуко врятувала її від Порожнечі (хоча за початковим сюжетом Дестіні мала загинути в цьому епізоді), створивши борця на ім'я Сервал Кет Маск для перемоги над ворогом, Дестіні захоплюється цим персонажем. Натхненна створінням Нацуко, вона починає носити ще більш відвертий костюм борця разом із котячою маскою, бажаючи стати бійцем. Дестіні відмовляється від пропозиції голови компанії і планує створити притулок для сиріт самостійно. Вона стає хорошою подругою Нацуко.
Чінгосман
Сейю: Тон Кентаро
Ганґер
Сейю: Масаші Ямане
Капітан
Сейю: Кацухіса Хокі
Адмірал
Сейю: Саяка Охара
БаобабГоблін-пророк, який може передбачати майбутнє.
НаоміГосподиня бару, яка виглядає як колега Нацуко з реального світу та має таке ж ім'я.
Сервал Кет МаскБорець у тигровій масці. Нацуко створила його для битви з Порожнечею. Дестіні його обожнює.
Сер ЕкзистерКрасень, створений Нацуко, щоб зупинити Меммельн від перетворення на Абсолютну Порожнечу та покласти край її прихованим намірам. Меммельн, здається, захоплюється ним.

## Епізоди
| № серії | Назва серії                                              | Режисер(и)                                              | Сценарист(и) | Режисер(и) анімації                         | Оригінальна дата показу |
| --- | -------------------------------------------------------- | ------------------------------------------------------- | ------------ | ------------------------------------------- | ----------------------- |
| 1 | «Перший штрих» Транслітерація: «Shisen.» (яп. 始線。)    | Сумі Норо                                               | Кіміко Уено  | Міцуе Ямадзакі                              | 5 січня 2025            |
| Нацуко Хіросе — молода аніматорка, яка здобула популярність після успіху свого першого серіалу, але зараз має труднощі з новим проєктом. Вона дізнається з новин, що ще один аніматор помер від харчового отруєння. Під час перегляду свого улюбленого дитячого аніме «Оповідь про загибель» за обідом вона теж отруюється. Нацуко прокидається в пустельному місці й зазнає нападу комахоподібної істоти, але її рятують Люк Брейвхарт, Меммельн, Юніо та К'юДжей — головні герої її улюбленого аніме, відомі як Дев'ять воїнів. Через волосся що закриває обличчя, вони приймають її за гремліна й залишають напризволяще. Нацуко усвідомлює, що опинилася всередині аніме і намагається попередити Люка про неминучий напад армії Порожнечі на Останнє місто, але він її ігнорує. Помітивши що Нацуко голодна, Люк відмовляється дати їй їжу. Незабаром армія Порожнечі атакує місто. Юніо повинен підірвати себе, щоб зупинити ворога. Нацуко розуміє, що її анімаційний інструмент потрапив у цей світ разом із нею. Він говорить їй, щоб вона почала малювати і перетворюється на чарівний робочий стіл. Швидко малюючи, Нацуко створює велетенську істоту яка знищує армію Порожнечі та рятує Юніо. Вражений її здібностями, Люк запитує хто вона. Нацуко відповідає, що вона аніматорка з реального світу, але втрачає свідомість. Коли її волосся розходиться, Люк і його союзники бачать що вона людина. Помилково зрозумівши її слова, Люк вирішує, що Нацуко з королівства Реальність і є «аннімейторкою». |                                                          |                                                         |              |                                             |                         |
| 2 | «Захист» Транслітерація: «Shishu.» (яп. 死守。)          | Ай Кондо                                                | Кіміко Уено  | Рісако Йошіда                               | 12 січня 2025           |
| У «Оповіді про загибель» існує дев'ять країн із кристалами Душі Майбутнього які переслідує Порожнеча. Якщо всі дев'ять будуть знищені, з'явиться Велика Порожнеча й зруйнує світ. Нацуко приходить до тями після триденної непритомності. Люк дає їй їжу та дивується її знанням про нього. Вона намагається використати свої сили, але вони не спрацьовують. До розмови втручається Юніо, думаючи що вони сваряться. Мер скликає збори де пророчиця Баобаб запитує Нацуко про «Реальність». Її відповіді звучать божевільно і вона починає сумніватися що померла, а не просто потрапила в цей світ. Баобаб попереджає, що залишився лише один кристал і пропонує прийняти Нацуко до Дев'яти воїнів. Люк і Юніо заперечують, а Люк вигадує слабке виправдання, поки поряд стоїть Меммельн. Розчарована Нацуко намагається повернутися в реальний світ, але не знаходить виходу. Вона повертається до Люка й знову передбачає атаку Порожнечі після чого приєднується до Дев'яти воїнів, сподіваючись знайти спосіб повернутися додому. Відвідавши бар, Нацуко розуміє що його господиня Наомі виглядає та звучить, як її начальниця і задумується, чи не потрапляли сюди й інші люди. Наступного дня під час вторгнення Порожнечі її інструмент нарешті активується, хоч і говорить лише з нею. Через обмеження своїх сил вона створює цілеспрямовані ракети, які знищують ворогів і їхній флагман. Потім Нацуко знову непритомніє на три дні, а після пробудження Люк дає їй їжу, а її волосся зав'язане так, щоб видно було обличчя. |                                                          |                                                         |              |                                             |                         |
| 3 | «Доля» Транслітерація: «Unmei.» (яп. 運命。)             | Ясуфумі Соедзіма                                        | Кіміко Уено  | Ясуфумі Соедзіма                            | 19 січня 2025           |
| Містяни вітають Нацуко. Під час Свята врожаю Меммельн одягає її в сукню, що Нацуко здається незручною. Вона свариться з Юніо. Під час церемонії Душі Майбутнього Нацуко передбачає атаку в дощовий день, але Люк залишається настороженим. Меммельн іде співати в хор, а Юніо ігнорують. Люк зустрічає Дестіні Хартвормінг, доньку мера яка має стати його коханою та ховається від Голови й його дружин. Нацуко згадує, що Дестіні загине. Вона розмовляє з батьком про шлюб із Головою, сподіваючись відкрити дитячий будинок. Люк починає відчувати почуття до Дестіні, коли танцює з нею. Вночі таємничі постаті зустрічаються з богомолоподібною Порожнечею. Дестіні говорить із Нацуко, яка вже переодяглася. Коли її знаходить Голова, Нацуко переконує її створити дитбудинок самостійно. Порожнечі проникають у місто. Один із священиків виявляється замаскованим ворогом. Нацуко швидко танцює, викриваючи його — це той самий Богомол. Він атакує Дестіні. Юніо та п'яний Люк намагаються її врятувати. Нацуко активує сили, а QJ її захищає. Вона створює реслера Сервал Кет Маск, який бореться з Порожнечею на рингу, а Нацуко веде шоу. Після поразки ворога вона непритомніє. За вечерею Дестіні приходить у відкритому костюмі реслера з маскою, надихнувшись Нацуко, та оголошує що відкриє дитбудинок без Голови. Вона стає подругою Нацуко. Меммельн не було під час атаки — вона щось приховує, що помічає Нацуко. |                                                          |                                                         |              |                                             |                         |
| 4 | «Вічність» Транслітерація: «Eien.» (яп. 永遠。)          | Іхо Ісікава                                             | Кіміко Уено  | Міцуе Ямадзакі                              | 26 січня 2025           |
| Нацуко підозрює що хтось допоміг Богомолові Порожнечі. Вона стежить за Меммельн і дізнається, що та входить до групи магів які замаскували Порожнечу під священика, щоб знищити Душу Майбутнього, але її справжні цілі невідомі. За оригінальним сюжетом, Найвища Порожнеча з'явилася після того, як Люк викрив Богомола та вбив його, але потім виявилося що це була перетворена Меммельн. Люк супроводжує Нацуко і вони разом стежать за Меммельн та ельфами в печеру. Там культ проводить ритуал (той самий "хор", на який ходила Меммельн), щоб пробудити Найвищу Порожнечу. Коли приходить Юніо, Нацуко застерігає Люка від розголошення щоб уникнути паніки. Наступного дня вони допитують Меммельн. Вона зізнається що ельфи допомагають Порожнечам, бо втомилися від безсмертя й хочуть покласти йому край. Люка це ранить, а Нацуко засуджує Меммельн за байдужість до інших. Вона йде, але Люк готує план. Він маскується під культиста й пробирається на церемонію. Меммельн перетворюється на Найвищу Порожнечу і в цей момент Люк має її вбити. Нацуко активує силу й починає малювати. Але Меммельн згадує її слова, змінює рішення та зупиняє ритуал, повертаючись до звичайного стану. Люк вказує на "Найвищу Порожнечу", якою виявляється творіння Нацуко — чарівний чоловік сер Екзістер з аніме Uta-Men. Він дарує всім квіти, танцює з Меммельн і зникає. Перед тим, як знепритомніти, Нацуко показує Меммельн його малюнок. Меммельн вирішує, що життя варте того, щоб фанатіти від Екзістера вічно і її культ починає йому поклонятися. У саду Люка та Юніо спостерігає таємничий птах. |                                                          |                                                         |              |                                             |                         |
| 5 | «Справедливість» Транслітерація: «Seigi.» (яп. 正義。)   | Сіндзі Імада                                            | Кіміко Уено  | Сіндзі Імада                                | 2 лютого 2025           |
| Раніше Нацуко мало зважала на колег. Після низки перемог її та Дев'ятьох Воїнів вшановують містяни. Юніо заздрить увазі Люка до Нацуко. Група зустрічає Дестіні, яка тренується як боєць і відкрила сиротинець Будинок Сервал-кота. Вони йдуть у нетрі шукати сиріт. Один із них краде дошку Нацуко, але Люк його зупиняє. Пізніше вони розважають дітей і приводять їх у сиротинець, хоча Люка бентежить драматична поведінка Нацуко. Вони зустрічають дракона Джастіса, якому погрожують бандити, але тікають після появи Люка. Нацуко впізнає його як колишнього члена Дев'ятьох Воїнів. Джастіс теж прихильно ставиться до неї. Він розповідає, що покинув групу через травму після бою, у якому загинув його союзник Генґер і тепер не може літати. Люк і Юніо спостерігають за ними. Дестіні дякує за дітей у сиротинці. Тим часом QJ попереджає про атаку слизоподібних Порожнеч. Під час бою Нацуко чує таємничого птаха, який каже, що цього разу її дії марні. Джастіс спостерігає збоку. Не впізнаючи цих Порожнеч, Нацуко всупереч наказам Люка створює самурая, який атакує ворогів. Люк і QJ приєднуються, поки інші повертаються захищати місто. Але слизові Порожнечі виявляються сильнішими за очікуване і самурай гине, підтверджуючи слова птаха. Вони нападають на Нацуко. |                                                          |                                                         |              |                                             |                         |
| 6 | «Зміна» Транслітерація: «Henka.» (яп. 変化。)            | Кійоші Мацуда і Ясутомо Окамото                         | Кіміко Уено  | Теруюкі Оміне і Хіроші Кобаяші              | 9 лютого 2025           |
| Флешбек показує всіх колишніх членів Дев'ятьох Воїнів. У теперішньому Слизові Порожнечі проникають у Останнє Місто й утворюють кокон на вежі з Душею Майбутнього, щоб створити потужнішого ворога. Нацуко отримує поранення, але Меммельн і Юніо її лікують. Вона хоче зупинити Порожнечу та Люк критикує її за зарозумілість. Люк відвідує могили загиблих воїнів і зустрічає Джастіса, який нагадує що навіть герої не завжди перемагають. Люк роздратований Нацуко, все ж не відмовляється від боротьби. Юніо, який підслуховує розмову, дратується через кпини Джастіса. У барі QJ застерігає Нацуко від безрозсудних дій, а Меммельн переконує прийняти допомогу. Вони розробляють новий план. Містян евакуюють, Баобаб створює бар'єр навколо Душі Майбутнього. Перед битвою таємничий птах знову каже Нацуко, що вона зазнає невдачі, але вона ігнорує це. З кокона виходить швидка як блискавка, Соткоподібна Порожнеча. Вона поглинає QJ і Меммельн, ранить інших і відриває ріг Юніо, позбавляючи його сил. Нацуко знаходить цей ріг. Коли її здібності активуються, вона створює летючі сходи для Люка і Юніо, але не може їх бачити. Джастіс приходить на допомогу. Нацуко прикрашає волосся рогом Юніо й змушує Джастіса нести її та стіл, хоча він не може довго триматися в повітрі. Соткоподібна Порожнеча пробиває бар'єр Баобаб. QJ і Меммельн вириваються з її шлунка. Юніо кидає Люка в напрямку ворога і той вбиває його, перш ніж той встигає поглинути Душу Майбутнього. Джастіс розповідає Люку про своє зламане крило й усвідомлює, що Нацуко змінила його. |                                                          |                                                         |              |                                             |                         |
| 7 | «Перше кохання» Транслітерація: «Hatsukoi.» (яп. 初恋。) | Токіо Ігараші                                           | Кіміко Уено  | Токіо Ігараші                               | 16 лютого 2025          |
| 2006 рік. Дівчинка Мідорі Ічіхаші хотіла подружитися з Нацуко, але після перегляду Історії загибелі Нацуко стала одержимою нею. Мідорі закохалася в неї здалеку, а перед від'їздом отримала від Нацуко малюнок із собою та Люком. 2011 рік. Шю Ніномія з легкоатлетичної команди захоплювався Нацуко, яка постійно малювала. Вона зобразила його біг на 100 метрів, але проігнорувала його зізнання, тож він відмовився від спроб її завоювати. 2014 рік. Початківець-режисер Сабуро Аой знімав кліп, а підліток Нацуко погодилася допомогти. Вона проігнорувала його ескізи, створивши власні, але фінальний результат зачарував Сабуро. Він не зізнався у почуттях, а вирішив змагатися з нею, проте не зміг закінчити коледж, тоді як Нацуко стала аніматором, тож розірвав із нею зв'язок. 2019 рік. Президент студії анімації Наомі Фукусіма була таємно закохана в Нацуко. Вона дала їй проєкт романтичної комедії, але Нацуко не розуміла романтики й почала турбувати людей кліше. Колеги скаржилися на неї, а після харчового отруєння Нацуко в першій серії Наомі намагалася їй допомогти. У теперішньому Дев'ять Воїнів і Джастіс святкують в притулку Дестіні. Нацуко розважається й дивується, чи історія мала бути такою веселою. З'являється птах і каже, що ні. |                                                          |                                                         |              |                                             |                         |
| 8 | «Зізнання» Транслітерація: «Kokuhaku.» (яп. 告白。)      | Ім Ка Хі                                                | Кіміко Уено  | Ім Ка Хі                                    | 23 лютого 2025          |
| Птах переслідує Нацуко, стверджуючи що її дії марні. QJ підозрює що він прибув з того ж місця, що й вона. Дестіні ловить птаха і його допитують, погрожуючи вбити. Птах злиться через зміни у фільмі та зізнається, що він Каметаро Цуруяма — режисерка Історії загибелі, яка померла від харчового отруєння в першій серії й перевтілилася тут. Нацуко, як її фанатка, дивується чому Каметаро стала птахом, а вона залишилася собою. Каметаро заявляє, що фільм має закінчитися смертю Люка, й наказує Нацуко повернутися в реальність тікаючи, хоч вона не знає як. Люк просить Юніо поради щодо стосунків, але той марний, поки Наомі не радить зізнатися. Люк зізнається Нацуко в коханні й потім повторює це кожного разу, коли вони зустрічаються, дивуючи її. Вона починає сумніватися в реальності навколо. Юніо стає все ревнивішим. Джастіс каже Люку, що наступний крок — побачення і той кличе Нацуко в гарячі джерела, яких вона не пам'ятає у фільмі. Люк пояснює, що їх створив Ґанґер. Вони купаються, обговорюючи Дев'ять Воїнів, але раптово порожнеча атакує та руйнує джерела лазером. Доводиться битися майже голими. Нацуко створює Ґандама, але той знищується, хоча допомагає Люку перемогти порожнечу. У цей момент Нацуко закохується в Люка. |                                                          |                                                         |              |                                             |                         |
| 9 | «Герой» Транслітерація: «Yūsha.» (яп. 勇者。)            | Сумі Норо                                               | Кіміко Уено  | Кійоші Ясуда, Рісако Йошіда і Токіо Ігараші | 2 березня 2025          |
| Люк згадує, як боровся з порожнечами та втрачав друзів у Дев'яти Воїнах. Він мало не впав у відчай поки не зустрів Нацуко. Його зачарувала її зовнішність і здібності й він не міг перестати про неї думати, поки не закохався. Він приносить непритомну Нацуко з гарячих джерел. Прокинувшись, вона надто збентежена, щоб говорити з ним і усамітнюється. QJ слідує за нею та запитує, що Каметаро мала на увазі про долю Люка. Вона розповідає сюжет Історії загибелі: Юніо помирає, Люк закохується в Дестіні, вбиває Меммельн коли та стає Верховною порожнечею, жителі відвертаються від нього, Дестіні гине рятуючи дитину, а Люк у відчаї руйнує Душу Майбутнього. Це призводить до появи Великої Порожнечі, що знищує всіх. Люк стає Верховною Порожнечею і світ гине, залишаючи єдиним вижившим QJ. QJ зазначає, що в тій версії Нацуко не було, а її поява вже змінила події, тож можливо щасливе завершення. Раптово атакує порожнеча, яка запускає ракети та створює копії маскота Сервал-Кіт і самурая Нацуко. Меммельн і Юніо поранені, Люк також отримує рани перемагаючи суперників. Нацуко намагається придумати щось для малювання, але вагається, бо порожнеча просто скопіює це згадуючи слова Каметаро. Вибух ракети знищує її стіл. Тоді QJ передає їй майбутнє та здійснює камікадзе-атаку на порожнечу, знищуючи їх обох. Дощ ллє, а Нацуко плаче, звинувачуючи себе. |                                                          |                                                         |              |                                             |                         |
| 10 | «Хаос» Транслітерація: «Konran.» (яп. 混乱。)            | Міцуе Ямадзакі, Юхей Цучія, Кадзуо Міяке і Ясухіро Геші | Кіміко Уено  | Сіндзі Імада                                | 10 березня 2025         |
| Після атаки порожнечі у Останньому місті проводять похорон QJ, що залишає місто в хаосі. Нацуко більше не хоче малювати, бо пороженеча просто скопіюють її творіння, тож Люк виключає її з команди заради їхнього ж блага. Жителі змушені евакуюватися з пошкоджених районів. Турбуючись через Люка, Юніо говорить із Джастісом біля могил полеглих товаришів. Джастіс вважає, що лише Нацуко може допомогти йому. Наступного дня люди починають звинувачувати її у всіх бідах. Вона відвідує Баобаба, яка каже що долі Люка не уникнути, а надія Дев'яти Воїнів була лише засобом заспокоїти містян. Нацуко приходить до Дестіні, яка знову вдягнена у свій початковий наряд і запитує про Каметаро, але Дестіні її не бачила. Вона знову заручена з Головою ради, щоб урятувати сирітський притулок. Меммельн повертається до свого культу для виконання забороненого ритуалу. Жителі міста починають вимагати від Люка допомогти їм зловити Нацуко, бо вірять що вона збирається викликати Верховну Порожнечу, але він і Юніо тікають. Тепер Нацуко стала мішенню і Люк у розпачі намагається знайти її раніше за інших. Культ Меммельн, який хоче захистити Нацуко, бо вважає, що вона допоможе їм призвати Верховну Порожнечу, вступає в бій із жителями міста. У цей момент з'являються Порожнечі-каракулі, які скопіювали малюнок, що вона випадково намалювала раніше. Люк рятує Нацуко, а вона згадує що за оригінальним сюжетом тут мала загинути Дестіні, але тепер її місце зайняла вона сама. Вона не знає, що робити. Нацуко ранять містяни, Люк захищає її, а Юніо намагається врятувати її від Порожнечі-каракулі після того, як вона врятувала дитину. Він зазнає невдачі і їх обох поглинає Порожнеча. Містяни атакують порожнечу і вона зникає, залишаючи лише дошку для малювання Нацуко. Вважаючи її мертвою, жителі святкують, тоді як Люк опиняється на межі повного психічного зриву. |                                                          |                                                         |              |                                             |                         |
| 11 | «Відчай» Транслітерація: «Zetsubō.» (яп. 絶望。)         | Дзюн Шішідо                                             | Кіміко Уено  | Дзюн Шішідо                                 | 17 березня 2025         |
| Поки порожнечі-каракулі вбивають розлючений натовп і культистів, продовжуючи руйнувати Останнє місто, Люк зазнає психічного зриву, як і в оригінальному сюжеті фільму, коли дошка Нацуко зникає в нього з рук. Вцілілі все ще звинувачують Нацуко, а Баобаб і Каметаро спостерігають за хаосом, чекаючи кінця. У шлунку порожнечі Нацуко мучать кошмари, де важливі для неї люди принижують її навички аніматора. Юніо, згадавши своє минуле, знаходить її та нагадує, що Люк врятував її життя, а тепер сам потребує її допомоги. Він зізнається, що любить її малюнк і це повертає їй любов до анімації. У видінні кінотеатру, де вона вперше подивилася Оповідь про загибель її молодша версія дає їй нову дошку та шлях назад у світ аніме, закликаючи продовжувати малювати, якраз коли Юніо наздоганяє її. Тим часом Меммельн і Джастіс намагаються визначити джерело порожнеч-каракуль, а друзі Меммельн намагаються відновити QJ. Але божевільний Люк знищує Душу майбутнього, викликаючи Верховну Порожнечу. |                                                          |                                                         |              |                                             |                         |
| 12 | «Zenshu.» Транслітерація: «Zenshu.» (яп. 全修。)         | Міцуе Ямадзакі, Сумі Норо, Іхо Ісікава і Токіо Ігараші  | Кіміко Уено  | Міцуе Ямадзакі і Хіроші Кобаяші             | 23 березня 2025         |
| Друзі Меммельн гинуть під уламками, щойно завершивши відновлення QJ. Меммельн помічає світло всередині Порожнечі та розбиває його, випустивши Нацуко й Юніо. Тим часом Люк перетворюється на Верховну порожнечу та створює дощ із мечів і слиз, що розчиняє все навколо. Поки мешканці міста евакуюються, троє намагаються сказати Люку, що Нацуко в безпеці, але він продовжує атакувати. Юніо та Меммельн захищають Нацуко, поки вона малює копії Люка, щоб боротися з Верховною порожнечею, відтворюючи його щоразу, коли він гине. Всі мешканці, а потім і Меммельн з Юніо, гинуть від мечів або слизу, але оновлений QJ з'являється, щоб підтримати Нацуко. Вони теж потрапляють під дію слизу, але перед тим, як розчинитися, Нацуко малює останнього Люка, який вбиває Верховну порожнечу, зізнаючись йому в коханні. Усі, включно з давно загиблими, як-от колишні Дев'ять Воїнів, відроджуються у новому світі, де існують усі Душі майбутнього, а порожнечі зникли. Каметаро не вражений таким щасливим фіналом і відлітає. Всі святкують, але Нацуко непритомніє та повертається в реальний світ. Перед зникненням вона востаннє визнається в почуттях Люку, а він обіцяє її знайти. У реальному світі Нацуко носить ріг Юніо як шпильку для волосся. Тепер у неї нова зачіска, що не закриває обличчя і вона стала дружнішою з колегами, завершуючи свій новий фільм Перше кохання, який отримує захоплені відгуки. Одного разу, гуляючи вулицею, вона не помічає, як проходить повз Дев'ять Воїнів, поки її шпилька раптово не починає світитися. Вона здивовано обертається, натякаючи, що вони якимось чином потрапили у реальний світ. |                                                          |                                                         |              |                                             |                         |